# Gerard Vergés i Príncep
Gerard Vergés i Príncep (Tortosa, el Baix Ebre, 7 de març de 1931 - 23 d'abril de 2014) fou doctor en farmàcia, professor universitari, poeta i assagista.

## Biografia

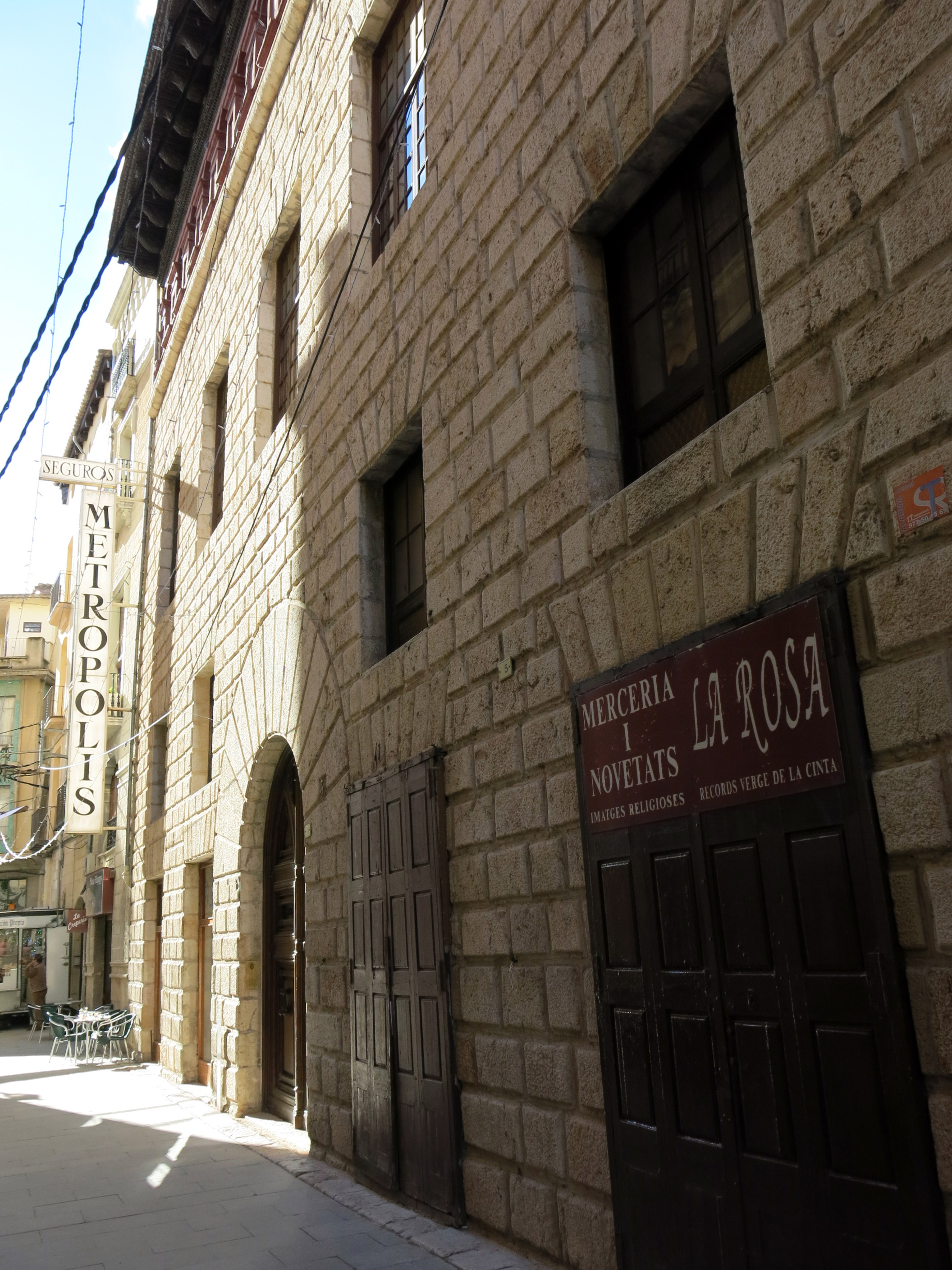
El Palau Capmany, al carrer de la Rosa, lloc de naixement de Gerard Vergés i Príncep

Gerard Vergés va néixer al carrer de la Rosa, a l'últim pis del Palau Capmany, edifici en què el seu avi havia fundat als baixos la Farmàcia Vergés el 1894.
Va ser un dels fundadors, juntament amb Jesús Massip, de la revista Geminis, publicada entre 1952 i 1961. El primer llibre publicat per Vergés, el poemari L'ombra rogenca de la lloba, de l'any 1981, va guanyar el premi Carles Riba. L'any 1985 guanyà el premi Josep Pla de narrativa, per Tretze biografies imperfectes i el 1990 el premi Josep Vallverdú d'assaig per Eros i art. Va rebre la Creu de Sant Jordi l'any 1997. Com a traductor, destaca la seva versió dels sonets de William Shakespeare (Tots els sonets de Shakespeare, 1993, premi Serra d'Or de traducció poètica 1994). La seva poesia completa ha estat traduïda al castellà per Ramón García Mateos en el volum La raíz de la mandrágora (2005). Fou col·laborador habitual del diari Avui. Part d'aquestes col·laboracions han estat recollides a Alfabet per a adults (2009) i a Gerard Vergés és escriptor. Selecció d'articles (1987-2005) (2023). La vintena de pròlegs que l'autor va escriure es van editar conjuntament a Gerard Vergés és escriptor. Tots els pròlegs (2023).
Membre de la Reial Acadèmia de Farmàcia de Catalunya des del 2001 i Premi Josep Trueta al mèrit sanitari l'any 2003.
El 25, 26 i 27 de juny del 2008 es van celebrar unes Jornades d'Homenatge al poeta i escriptor tortosí Gerard Vergés que portaven per títol «De cop comprenc que l'home és la memòria», organitzades per l'Aula de Poesia de l'Antena del Coneixement de la URV a Cambrils. Fruit d'aquella trobada, es va editar el recull La poesia de Gerard Vergés. De cop comprenc que l'home és la memòria. En les jornades i el llibre hi van participar un bon nombre d'escriptors i poetes com: Sam Abrams, Zoraida Burgos, Tomàs Camacho, David Castillo, Jordi Cervera, Ramón García Mateos, Xavier García, Alfredo Gavín, Albert Guiu, Manuel Rivera Moral, Emili Rosales, Neus Guixés, Rafael Haro, Josep Igual, Tere Izquierdo, Montse Castellà, Juan López-Carrillo, Maria Josep Margalef Sagristà, Jesús Massip, Juan Ramón Ortega Ugena, Eugeni Perea Simón i Jaume Subirana.
El 22 de maig del 2009 va rebre la Medalla d'Or de la ciutat de Tortosa (ja disposava de la Medalla de Plata, atorgada durant l'alcaldia de Vicent Beguer, 1986).
Mor a Tortosa el 23 d'abril de 2014, just una setmana després de la publicació del seu darrer llibre, El Jardí de les Delícies.
El 8, 9, 15 i 16 de novembre del 2024 es va celebrar la Desena edició de les Jornades del Patrimoni Literari Ebrenc de la Biblioteca Marcel·lí Domingo de Tortosa, titulada «Només és qüestió de tres mil anys. Poesia i prosa de Gerard Vergés» per commemorar el 10è aniversari de la mort del poeta tortosí. Hi van participar: Sam Abrams, Xell Aixarch, Enric Blanco, Rosa Cubeles, Nicolau Dols, Ramón García Mateos, Lo Gitano Blanc, Verònica Hernández, Joan Magrané, Josep Ollé, Marina Pallás, Sílvia Panisello, Jaume C. Pons Alorda, Emili Rosales, Cinta Sabaté i Joan Todó. La celebració va rebre una gran resposta del públic, demostrant l'interès vigent per l'obra de l'autor.

## Obres
Poesia
- 1982 L'ombra rogenca de la lloba (Edicions Proa)
- 1986 Long play per a una ànima trista (Proa)
- 1988 Lliri entre cards (Edicions Tres i Quatre)
- 1993 Tots els sonets de Shakespeare (Columna)
- 2002 La insostenible lleugeresa del vers (DVD)
- 2014 El Jardí de les Delícies (Arola Editors)

Biografia i assaig
- 1983 El pintor tortosí Antoni Casanova
- 1986 Tretze biografies imperfectes (Destino)
- 1991 Eros i art (Edicions 62)
- 2010 Alfabet per a adults (Perifèric Edicions). Selecció d'articles publicats al diari Avui.
- 2023 Gerard Vergés és escriptor. Selecció d'articles (1987-2005) (Plater Edicions). Selecció d'articles publicats al diari Avui.
- 2023 Gerard Vergés és escriptor. Tots els pròlegs (Plater Edicions)

Altres obres
- 1986 Vicent Andrés Estellés. Antologia poètica (Proa)
- 1990 Barques i fogons: de Vinaròs a Calafell (Ed. El Mèdol)

## Premis
- 1981 Premi Carles Riba per L'ombra rogenca de la lloba
- 1985 Premi Josep Pla per Tretze biografies imperfectes
- 1990 Premi Josep Vallverdú d'assaig per Eros i art
- 1994 Premi Crítica Serra d'Or de traducció poètica per Tots els sonets de Shakespeare
- 2003 Premi Josep Trueta al mèrit sanitari